# NGC 2178
NGC 2178 è una galassia ellittica estremamente vasta, situata nella costellazione del Pittore, a una distanza di circa 391 milioni di anni luce dalla nostra Via Lattea.

## Scoperta
La galassia è stata scoperta il 31 gennaio 1835 dall'astronomo britannico John Herschel.